# تبريد الرياح

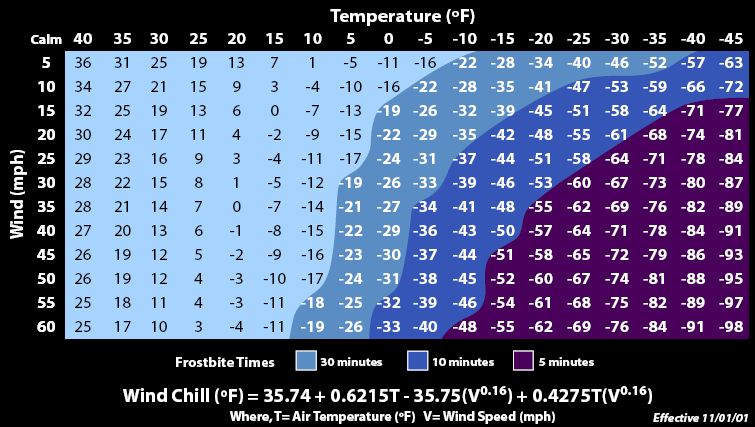
جدول يوضّح تبريد الرياح بالنسبة لكل درجة حرارة للهواء وسرعة للرياح.

تبريد الرياح (بالإنجليزية: Wind chill)‏ هو مدى تأثير سرعة الرياح على خفض درجة حرارة جسم الإنسان, وذلك لأن درجة إحساس الإنسان بالبرودة تختلف باختلاف سرعة الرياح, ولقد قام (سيمبل وباسل عام 1945 Sipple & Passle) بوضع علاقة تحدد درجة التبريد التي تمارسها الرياح على جسم الإنسان, والعلاقة التالية هي:
ك= (33-ح)(10*الجذر التربيعي ر + 10.5 - ر)
حيث
ك= عامل تبريد الرياح (كيلو حريرة / م2/ساعة)
ح= درجة حرارة الهواء مْ
ر= سرعة الرياح م/ث.

## معرض صور

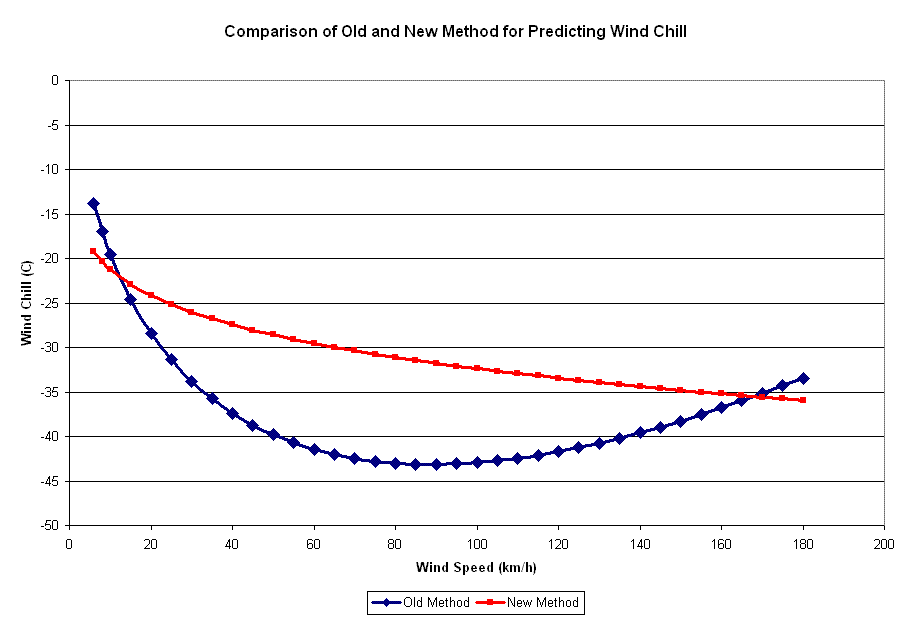
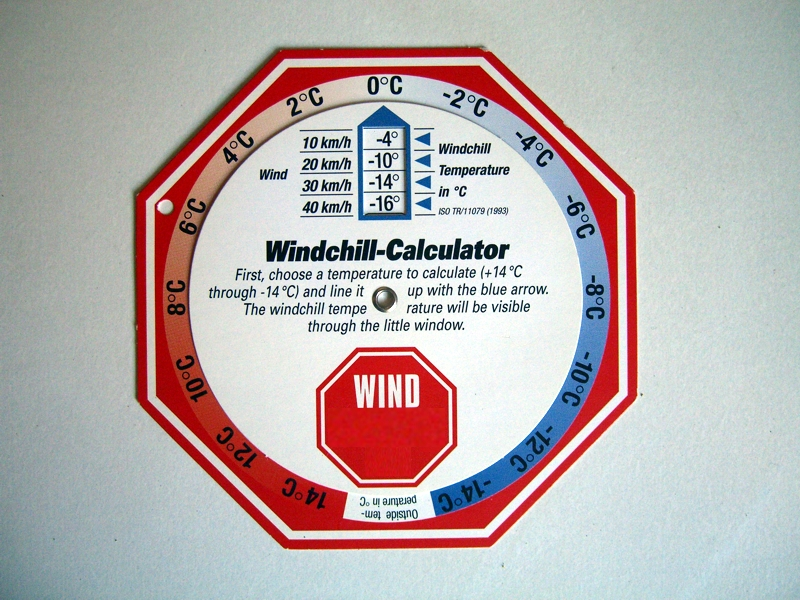

## المصدر
- المعجم الجغرفي المناخي